# Spermacoce bolivarensis
Spermacoce bolivarensis là một loài thực vật có hoa trong họ Thiến thảo. Loài này được (Steyerm.) Govaerts miêu tả khoa học đầu tiên năm 1996.